# Кузнєцов Євгеній Олександрович
Євгеній Олександрович Кузнєцов (нар. 6 січня 1998, Житомир, Україна) — український футболіст, захисник «Скали 1911».

## Життєпис
Вихованець київського РВУФК, у складі якого виступав у ДЮФЛУ. У дорослому футболі дебютував 2016 року у складі «Полісся», яке виступало в чемпіонаті Житомирської області. Також виступав за житомирський клуб у ДЮФЛУ. У сезоні 2016/17 років дебютував за «Полісся» в аматорському чемпіонаті України (9 матчів, 1 гол).
У професіональному футболі дебютував 26 липня 2017 року в програному (0:1) виїзному поєдинку 2-го кваліфікаційного раунду кубку України проти СКК «Демня». Євгеній вийшов на поле в стартовому складі та відіграв увесь матч. Дебютував у Другій лізі України 22 липня 2017 року в програному (0:4) поєдинку 2-го туру групи А проти вінницької «Ниви». Кузнєцов вийшов на поле в стартовому складі та відіграв увесь матч, а на 84-й хвилині отримав жовту картку. Дебютним голом у професіональному футболі відзначився 11 травня 2018 року на 4-й хвилині програного (2:3) виїзному поєдинку 26-го туру групи А Другої ліги проти франківського «Прикарпаття». Кузнєцов вийшов на поле в стартовому складі та відіграв увесь матч. 20 червня 2019 року продовжив контракт з «Полісся» на 1 рік. У сезоні 2020/21 року 7 разів потрапити до заявки на поєдинки Першої ліги України, але в жодному з них на футбольному полі не з'являвся. Незважаючи на те, що контракт дійсний до 1 січня 2021 року, вже 1 грудня 2020 року Євгеній був відзаявлений клубом. У складі житомирського клубу зіграв 25 матчів (1 гол) у Другій лізі, ще 2 поєдинки провів у кубку України.
У середині березня 2021 року приєднався до «Дніпра». У футболці черкаського клубу дебютував 23 березня 2021 року в переможному (1:0) домашньому поєдинку 10-го туру групи «Б» Другої ліги України проти новокаховської «Енергії». Євгеній вийшов на поле в стартовому складі та відіграв увесь матч, а на 78-й хвилині отримав жовту картку. Єдиним голом за «Дніпро» відзначився 19 квітня 2021 року на 49-й хвилині переможного (2:1) домашнього поєдинку 18-го туру групи «Б» Другої ліги України проти «Нікополя». Кузнєцов вийшов на поле в стартовому складі та відіграв увесь матч, а на 68-й хвилині відзначився ще й автоголом. За 2021-й календарний рік зіграв 22-му матчі Другої ліги України (відзначився 1-м голом), ще 1 поєдинок провів у кубку України.
З січня по липень 2022 року перебував без клубу. На початку липня 2022 року став гравцем аматорського колективу «Полісся-2» (Ставки), який виступав у чемпіонаті Житомирської області. На початку вересня 2022 року повернувся до професійного футболу, підписав контракт зі «Звягелем». У футболці клубу з однойменного міста дебютував 12 вересня 2022 року в нічийному (2:2) виїзному поєдинку 2-го туру Другої ліги України проти миколаївського «Васту». Євгеній вийшов на поле в стартовому складі та відіграв увесь матч. Проте закріпитися в команді з Житомирської області не вдалося, загалом за команду провів 8 матчів й на початку липня 2023 року вільним агентом пішов зі «Звягеля».
На початку серпня 2023 року став гравцем «Скали 1911».

## Досягнення
- Срібний призер Другої ліги України: 2019/20